# Ichneumon acutorius
Ichneumon acutorius là một loài tò vò trong họ Ichneumonidae.